# 南彩镇
南彩镇是中国北京市顺义区下辖的一个镇。

## 历史
1962年南彩人民公社成立，1983年撤社建乡，1990年改镇。1997年与其西面的俸伯乡合并为南彩镇。

## 地理
南彩镇位于潮白河东畔，隔河与马坡地区、仁和地区相望，北接北小营镇，东临杨镇地区，南界李遂镇。

## 行政区划
南彩镇下辖2个社区、26个行政村：彩丰社区、月亮湾绿色家园社区、前薛各庄村、后薛各庄村、南彩村、坞里村、双营村、南小营村、洼里村、望渠村、道仙庄村、东江头村、西江头村、于辛庄村、大兴庄村、太平庄村、水屯村、九王庄村、前俸伯村、后俸伯村、河北村、杜刘庄村、北彩村、柳行村、黄家场村、桥头村、前郝家疃村和后郝家疃村。

## 交通
南彩镇位于顺义区的地理中心位置，距首都国际机场10公里，天津港100公里，有京平路、顺平路、顺密路、顺燕路等公路过境。是顺义区东部最大的交通枢纽，由顺义城区向潮白河以东地区发送的公交线路均需经过南彩镇，北京地铁15号线的终点站和市域公交顺义区总站也设在该镇。

## 经济

### 农业

#### 果林生产业
果林生产业在南彩镇农业生产中占比重达60％以上。镇域内建立了8个观光采摘园，有3000户农户从事观光、采摘等服务业生产。

### 工业
南彩镇形成了以汽车配件、高档家具、高档门窗、航空配件、医疗器械为主导产业的工业体系。伟世通汽车空调、曲美家具集团等企业也落户于此。

## 区域发展
南彩镇位于北京市东部产业发展带“两轴、两带、多中心”的重点发展区域，同时被定位为顺义新城河东新区和“北京市新城规划预留地”。按照《顺义新城规划》及街区层面控规，南彩镇是顺义新城31、32街区的所在地。31街区的主导功能为居住、商务，积极发展商务、现代服务业等产业，为新城远期发展、体现国际化职能奠定基础。32街区是河东新区的重要产业基地，以先进制造业及绿色食品加工业为主导产业的地区，将构建成为南彩组团及周边地区人口主要就业基地和产业配套服务区。